# بیکنباخ (راینلاند-فالتس)
بیکنباخ (به آلمانی: Bickenbach) یک شهر در آلمان است که در راین-هونسروک واقع شده‌است. بیکنباخ ۳۵۲ نفر جمعیت دارد.